# Senta Moses
Senta Michelle Moses (Elmhurst (Illinois), 8 augustus 1973) is een Amerikaanse actrice.

## Biografie
Moses werd geboren in Elmhurst (Illinois), en is van Italiaanse en Libanese afkomst. Toen Moses zes maanden oud was begon zij al met acteren in een luierreclame op televisie. Zij acteerde hierna nog in meer dan 100 nationale reclames, zoals voor Wendy's en Toyota. Op zevenjarige leedtijd begon zij met acteren in het theater, zij speelde een rol in de musical Annie en trad in 487 voorstelling door het land op. Moses doorliep de highschool aan de Chicago Academy for the Arts in Chicago, hierna studeerde zij af aan de toneelschool van de University of Southern California in Los Angeles.
Moses begon in 1982 als jeugdactrice met acteren in de film Things Are Tough All Over, waarna zij nog meerdere rollen speelde in films en televisieseries. Zij is vooral bekend van haar rol als Winnifred Leeds in de televisieserie General Hospital waar zij in 42 afleveringen speelde (2009), en van haar rol als Tracy McCallister in de films Home Alone (1990) en Home Alone 2: Lost in New York (1992). Voor haar rol in Home Alone 2 werd zij in 1994 genomineerd voor een Young Artist Award in de categorie Beste Actrice in een Hoofdrol in een Film.

## Filmografie

### Films
- 2013 Slightly Single in L.A. - als Vanessa
- 2011 Love, Gloria - als Bonnie
- 2009 The Wishing Well - als Michelle
- 2008 Boiler Maker - als Willow
- 2007 The Kidnapping - als Karen
- 2007 Choose Connor - als Stacy
- 2003 The Kiss - als Julianna
- 2003 Scream Queen - als Missy
- 1999 Sorority - als Megan
- 1999 Tequila Body Shots - als Linda
- 1998 Perfect Prey - als vrouw
- 1997 rn Into Exile - als Lauren
- 1992 Home Alone 2: Lost in New York - als Tracy McCallister
- 1990 Home Alone - als Tracy McCallister
- 1983 D.C. Cab - als dochter van ambassadeur
- 1982 Things Are Tough All Over - als kind in wasserette

### Televisieseries
Uitgezonderd eenmalige gastrollen.
- 2018 Badge of a Quitter - als Meg - 6 afl.
- 2015-2016 Bella and the Bulldogs - als mrs. Silverstein - 6 afl.
- 2014-2016 Faking It - als schoolhoofd Penelope - 17 afl.
- 2008-2009 Greek - als Lizzi - 5 afl.
- 2009 General Hospital - als Winnifred Leeds - 42 afl.
- 2000 Bull - als Cookie Rutigliano - 4 afl.
- 1997-1998 Sister, Sister - als Dot - 6 afl.
- 1996-1997 Beakman's World - als Phoebe - 25 afl.
- 1994-1995 My So-Called Life - als Delia Fisher - 3 afl.
- 1993 Running the Halls - als Nikki Watson - 13 afl.